# Oliver Riedel
Oliver Riedel (Schwerin, 11 de abril de 1971) é um músico alemão, mais conhecido por tocar baixo no grupo Rammstein .
Cresceu junto com o pai e irmão até que, aos 16 anos, encontrou a mãe. É então quando consegue um trabalho num restaurante desta. Dois dias depois de completar 17 anos, o pai e o irmão faleceram. Trabalha como cesteiro e pertencia a um grupo folk, onde tocava violino. É baixista do Rammstein desde a fundação da banda. A letra da música "Seemann" foi escrita por ele. O seu primeiro grupo foi The Inchtabokatables.

## Equipamentos
- Sandberg Bass Plasmabass 5-string custom built
- Sandberg Bass Terrabass signature bass
- Glockenklang Heart-Rock Amp
- Two 8x10 Cabs

Oliver usa os pedais de Overdriver e Fuzz para canções tais como Mein Teil e Rosenrot.